# Jimmy Hill

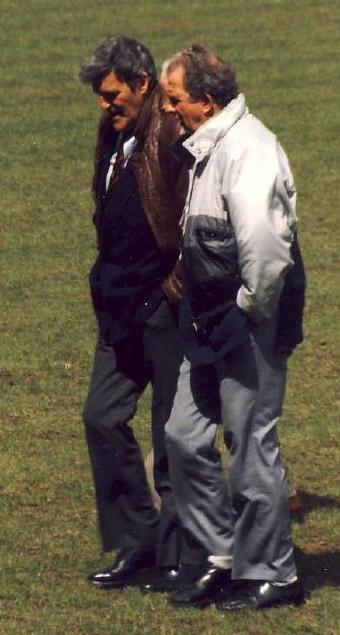
Jimmy Hill (links) in den 1980ern, rechts sein ehemaliger Teamkollege bei Fulham, Maurice Cook

James William Thomas „Jimmy“ Hill OBE (* 22. Juli 1928 in London; † 19. Dezember 2015 in Hurstpierpoint, West Sussex) war ein englischer Fußballspieler und Fernsehmoderator der Fußballfernsehsendung Match of the Day.
Hills Karriere im Fußball umfasste neben seiner aktiven Zeit als Spieler beinahe alle Tätigkeiten, die es in diesem Sport gibt: Spielergewerkschafter, Trainer, Manager, Direktor, Vorstandsvorsitzender, Moderator, Experte und leitender Angestellter beim Fernsehen und Schiedsrichterassistent.

## Leben

### Jugend
Hill wurde 1928 im Londoner Stadtteil Balham geboren. Er absolvierte die Henry Thornton Grammar School in Clapham von 1939 bis 1945 und wurde später Präsident der Old Boys-Vereinigung dieser Schule. Während seiner Schulzeit wurde Hill auch Anhänger von Crystal Palace. Nach der Schule arbeitete Hill zunächst an der London Stock Exchange, wurde dann jedoch zum Wehrdienst eingezogen und diente im Zweiten Weltkrieg im Royal Army Service Corps, wo er unter anderem auch Fußball mit Profifußballern spielte.

### Fußballprofi und Spielergewerkschafter
1949 absolvierte Hill einige Spiele für den Amateurverein Folkestone und nahm an einem Probetraining beim FC Reading teil. Seinen ersten Profivertrag erhielt Hill jedoch beim damaligen Zweitligisten FC Brentford, wo er in zwei Saisonen als left half (was einem modernen linken Mittelfeldspieler entsprach) zehn Tore für den Westlondoner Verein erzielte. 1952 wechselte er zum Ligakonkurrenten FC Fulham für die damals respektable Summe von 25.000 Pfund. In dieser Zeit wandelte sich Hill allmählich zu einem Stürmer auf der rechten Seite des Spielfelds (inside right), wo er im Tandem mit Johnny Haynes einige erfolgreiche Saisonen mit Fulham bestritt. Als Fulham im FA Cup 1957/58 das Halbfinale erreichte, erzielte Hill in jeder Pokalrunde ein Tor. Im Jahr darauf konnte Fulham in die First Division aufsteigen, Hill konnte sich jedoch erst am Karfreitag mit einem Hattrick gegen Sheffield Wednesday in die Torschützenliste eintragen. In insgesamt neun Saisonen und 276 Ligaspielen mit Fulham erzielte Hill 41 Tore.
1957 wurde Hill Nachfolger von Jimmy Guthrie als Vorstand der englischen Spielergewerkschaft und führte den langwierigen Kampf gegen eine Gehaltsobergrenze für Fußballspieler fort. 1961 gelang es der Spielergewerkschaft schlussendlich unter seiner Führung, die Vereine zu einer Aufgabe der Obergrenze zu bewegen. Zwei Jahre später legte sich Hill wieder mit den Vereinen an, als George Eastham ein Wechsel von Newcastle United zum FC Arsenal trotz ausgelaufenem Vertrag untersagt wurde. Der Wechsel wurde von der Gewerkschaft vor Gericht durchgesetzt und beendete damit die bis dahin praktizierte Regelung, dass ein Verein über das Vertragsende über den Wechsel eines Spielers entscheiden konnte.

### Manager von Coventry City
1961 beendete Hill seine Karriere als Fußballspieler und begann in der nächsten Saison seine Karriere als Fußballmanager beim Drittligisten Coventry City. Hill führte die bis heute verwendeten himmelblauen Trikots ein und änderte damit auch den Spitznamen von City in „the Sky Blues“ (dt. „die Himmelblauen“) um. Außerdem begann er, an Spieltagen vor dem Spiel und in der Halbzeit Unterhaltungselemente für die Zuschauer einzubauen, Getränke und Snacks für Kinder kostenlos zu machen und einen eigenen, himmelblauen Zug zu organisieren, der Anhänger zu Auswärtsspielen brachte.
Coventry City konnte unter Hill 1964 in die damalige Second Division und drei Jahre später in die First Division aufsteigen. Vor der ersten Saison Coventrys in der obersten Liga erklärte Hill jedoch seinen Rücktritt.

### Fernsehmoderation undMatch of the Day
Nach dem abrupten Abgang bei Coventry City begann Hill seine neue Karriere beim Fernsehen. Nach einem kurzen Einsatz als technischer Berater bei einer Fernsehserie der BBC wurde er 1968 mit der Leitung der Sportabteilung beim Fernsehsender London Weekend Television betraut. Zwei Jahre später lud er im Rahmen der Fußball-WM 1970 bekannte Größen des Fußballs als Experten zu einer TV-Diskussion ein, um dort die Spiele der Weltmeisterschaft zu kommentieren. Besonders die Debatten zwischen Derek Dougan, Malcolm Allison, Bob McNab und anderen wurden zum Pflichtprogramm während der WM. Hill begründete damit die moderne Form des „TV-Experten“, wie sie heute bei den meisten Liveübertragungen üblich geworden ist.
1972 verließ Hill London Weekend Television, um neuer Moderator der Fußballfernsehsendung Match of the Day zu werden. Er veränderte das Format der Sendung dahingehend, dass neben den Highlights auch etwa falsche Schiedsrichterentscheidungen mithilfe von Zeitlupen gezeigt wurden. In den folgenden Jahrzehnten brachte Hill es auf über 600 Sendungen als Moderator von Match of the Day und wurde in dieser Zeit zu einer nationalen Ikone. Zudem war er von 1966 bis 1998 an jedem großen Fußballturnier als Berichterstatter oder Experte in den Sendungen der BBC tätig. Hill war auch bei der Hillsborough-Katastrophe 1989 anwesend, wo er als Berichterstatter für Match of the Day von den tragischen Ereignissen berichtete.
1999 wechselte Hill von der BBC zu Sky Sports, wo er die Diskussionssendung Jimmy Hill's Sunday Supplement gestaltete und moderierte. Dabei saßen er und drei Fußballjournalisten beim Frühstück und diskutierten den aktuellen Spieltag. Er führte die Sendung bis 2007, als er von seinem damaligen Co-Moderator Brian Woolnough abgelöst wurde.